# Like Pacific
I Like Pacific sono un gruppo musicale canadese formatosi a Toronto nel 2010. Sono sotto contratto con la Pure Noise Records, con la quale hanno pubblicato tre album.

## Stile musicale
Lo stile musicale dei Like Pacific è stato descritto principalmente come pop punk, oltre che emo e alternative rock.

## Formazione

### Formazione attuale
- Jordan Black – voce
- Greg Hall – chitarra ritmica, cori
- Luke Holmes – chitarra, cori
- Brad Garcia – basso, cori
- Taylor Ewart – batteria, percussioni

### Ex componenti
- Chris Thaung – basso
- Andrew Brunette – chitarra
- Dylan Burnett – chitarra
- Elvy Lee – chitarra
- Cam Ward – chitarra
- Dillon Forret – batteria

## Discografia

### Album in studio
- 2016 – Distant Like You Asked
- 2018 – In Spite of Me
- 2021 – Control My Sanity

### EP
- 2011 – The Worst...
- 2012 – Homebound
- 2013 – This Place Hasn't Changed, It Just Made You
- 2013 – Stay Pissed.
- 2015 – Like Pacific